# Colpochila dilatata
Colpochila dilatata är en skalbaggsart som beskrevs av Lea 1917. Colpochila dilatata ingår i släktet Colpochila och familjen Melolonthidae. Inga underarter finns listade i Catalogue of Life.